# S&P 100
Le S&P 100 est un indice boursier.
Il est composé des 100 plus grandes sociétés cotées sur les bourses américaines de l'indice « S&P 500 ». Ce sont deux indices de référence de la Standard & Poor's, l'une des trois principales sociétés de notation financière.
Son symbole de cotation est OEX.